# Serie A1 i volleyboll 2023–2024
Serie A1 2023–2024 var den 79:e upplagan av tävlingen som utser de italienska mästarna i volleyboll på damsidan. Den spelades mellan  7 oktober 2023 al 27 april 2024. I turneringen 14 lag. Imoco Volley blev mästare för sjunde gången (sjätte i rad) genom att besegra Pallavolo Scandicci Savino Del Bene i finalen. Cuneo Granda Volley och Trentino Volley åkte ur serien. Ekaterina Antropova var främsta poängvinnare med 700 bollpoäng medan Isabelle Haak utsågs till mest värdefulla spelare.

## Regelverk

### Format[3]
Tävlingen bestod av följande delar:
- Seriespel, där alla möter alla med hemma- och bortamatcher, totalt tjugosex matcher per lag. De första åtta lagen i serien gick vidare till slutspel, medan de två sista blev relegerade till Serie A2. Lagen däremellan gick vidare till spel i "Challenge Cup".
  - Om slutresultatet var 3-0 eller 3-1 i set, tilldelades det vinnande laget 3 poäng till och det förlorade laget 0 poäng. Om slutresultatet blev 3-2, tilldelades det vinnande laget 2 poäng och det förlorande laget 1 poäng.
  - Placeringen i tabellen bestämdes av:
    - Poäng
    - Antal vunna matcher
    - Kvoten vunna/förlorade set
    - Kvoten vunna/förlorade bollpoäng
- Slutspel:
  - Kvartsfinaler och semifinaler spelas i bäst av tre matcher
  - Final, spelas i bäst av fem matcher
  - Lagen som förlorade sina kvartsfinaler till vidare till Challenge Cup
- Challenge Cup (planerat)
  - I första rundan skulle varje lag på plats 9-12 i grundserien möta ett annat lag i spel i bäst av tre matcher för att gå vidare
  - I andra rundan skulle de bägge lagen som vunnit sitt möte i första rundan samt de fyra lag som förlorat sin kvartsfinal spel ett gruppspel om tre lag i två grupper. Vinnaren av varje grupp skulle gå vidare till tredje omgången
  - I tredje rundan skulle gruppvinnarna varandra möta i en direkt avgörande match. Vinnaren av matchen skulle kvalificera sig för CEV Challenge Cup

Den 6 mars 2024 beslutade serien att ställa in Challenge Cup. Istället kunde lag kvalificera sig för turneringen genom att välja att delta i WEVZA Cup 2024..

### Metod för att bestämma tabellplacering
Om slutresultatet blev 3-0 eller 3-1 tilldelades 3 poäng till det vinnande laget och 0 till det förlorande laget, om slutresultatet blev 3-2 tilldelades 2 poäng till det vinnande laget och 1 till det förlorande laget.
Lagens position i respektive grupp bestämdes utifrån (i tur och ordning):
- Poäng;
- Antal vunna matcher
- Kvot vunna/förlorade set
- Kvot vunna/förlorade bollpoäng.

## Deltagande lag
| Klubb                                        | Stad          | Hemmaplan              | Föregående säsong                                                              |
| -------------------------------------------- | ------------- | ---------------------- | ------------------------------------------------------------------------------ |
| AGIL Volley                                  | Novara        | PalaTerdoppio          | 5:a i Serie A1; semifinal i slutspelet                                         |
| Volley Bergamo 1991                          | Bergamo       | PalaFacchetti          | 7:a i Serie A1; kvartsfinal i slutspelet; andra rundan Challenge Cup           |
| Volleyball Casalmaggiore                     | Casalmaggiore | PalaRadi               | 6:a i Serie A1; kvartsfinal i slutspelet; vinnare Challenge Cup                |
| Chieri '76 Volleyball                        | Chieri        | PalaMaddalene          | 4:a i Serie A1; kvartsfinal i slutspelet; andra rundan Challenge Cup           |
| Cuneo Granda Volley                          | Cuneo         | PalaCastagnaretta      | 11:a i Serie A1; första rundan Challenge Cup                                   |
| Azzurra Volley Firenze                       | Florens       | PalaWanny              | 10:a i Serie A1; final Challenge Cup                                           |
| Imoco Volley                                 | Conegliano    | PalaVerde              | 1:a i Serie A1; italiensk mästare                                              |
| Megavolley                                   | Vallefoglia   | PalaCampanara          | 9:a i Serie A1; första rundan Challenge Cup                                    |
| Pallavolo Pinerolo                           | Pinerolo      | Palazzetto dello Sport | 12:a i Serie A1; andra rundan Challenge Cup                                    |
| Unione Sportiva Pro Victoria Pallavolo Monza | Monza         | Palalido               | 3:a i Serie A1; final i slutspelet                                             |
| Roma Volley Club                             | Rom           | Palazzetto dello Sport | 1:a i Serie A2 (grupp B); 1:a i uppflyttningsserien                            |
| Pallavolo Scandicci Savino Del Bene          | Scandicci     | PalaWanny              | 2:a i Serie A1; semifinal i slutspelet                                         |
| Trentino Volley                              | Trento        | PalaTrento             | 1:a i Serie A2 (grupp A); 2:a i uppflyttningsserien; vinnare uppflyttningskval |
| UYBA Volley                                  | Busto Arsizio | PalaPiantanida         | 8:a i Serie A1; kvartsfinal i slutspelet; andra rundan Challenge Cup           |

## Turneringen

### Grundserien

#### Resultat
| Första omgången |                              |     |                                   |
|                 |                              |     |                                   |
| 08-10           | Imoco - Trentino             | 3-0 | 25-18, 25-16, 25-18               |
| 08-10           | Savino Del Bene - Firenze    | 3-0 | 25-20, 25-19, 25-18               |
| 08-10           | Pro Victoria Monza - UYBA    | 3-0 | 25-21, 25-10, 25-12               |
| 08-10           | Chieri '76 - AGIL            | 0-3 | 20-25, 27-29, 25-27               |
| 07-10           | Casalmaggiore - Bergamo 1991 | 2-3 | 25-20, 23-25, 23-25, 25-14, 11-15 |
| 08-10           | Megavolley - Roma Club       | 2-3 | 25-22, 20-25, 19-25, 25-19, 12-15 |
| 08-10           | Pinerolo - Cuneo Granda      | 2-3 | 17-25, 25-23, 25-17, 23-25, 13-15 |

| Andra omgången |                               |     |                                   |
|                |                               |     |                                   |
| 15-10          | AGIL - Casalmaggiore          | 3-1 | 25-23, 25-21, 22-25, 25-20        |
| 15-10          | Bergamo 1991 - Megavolley     | 1-3 | 25-15, 25-27, 23-25, 23-25        |
| 15-10          | UYBA - Savino Del Bene        | 1-3 | 20-25, 25-20, 19-25, 23-25        |
| 15-10          | Firenze - Pinerolo            | 2-3 | 26-24, 26-24, 18-25, 16-25, 13-15 |
| 14-10          | Cuneo Granda - Imoco          | 0-3 | 20-25, 12-25, 14-25               |
| 15-10          | Roma Club - Chieri '76        | 0-3 | 18-25, 20-25, 20-25               |
| 14-10          | Trentino - Pro Victoria Monza | 1-3 | 17-25, 20-25, 25-23, 18-25        |

| Tredje omgången |                                      |     |                                   |
|                 |                                      |     |                                   |
| 22-10           | Pro Victoria Monza - Savino Del Bene | 3-2 | 27-25, 25-18, 25-27, 22-25, 16-14 |
| 21-10           | Chieri '76 - Imoco                   | 1-3 | 19-25, 23-25, 25-18, 25-27        |
| 22-10           | Casalmaggiore - Trentino             | 3-0 | 25-22, 25-22, 25-13               |
| 22-10           | Firenze - Bergamo 1991               | 3-0 | 25-23, 25-22, 25-22               |
| 21-10           | Cuneo Granda - Megavolley            | 1-3 | 25-13, 23-25, 22-25, 22-25        |
| 22-10           | Pinerolo - AGIL                      | 1-3 | 17-25, 16-25, 28-26, 20-25        |
| 22-10           | Roma Club - UYBA                     | 3-2 | 25-20, 25-21, 20-25, 23-25, 15-13 |

| Fjärde omgången |                                 |     |                                   |
|                 |                                 |     |                                   |
| 22-11           | Imoco - Roma Club               | 3-0 | 25-16, 25-16, 25-20               |
| 29-10           | Savino Del Bene - Casalmaggiore | 3-1 | 25-18, 23-25, 25-14, 25-22        |
| 22-11           | Pro Victoria Monza - Chieri '76 | 3-0 | 25-19, 25-19, 25-16               |
| 28-10           | Bergamo 1991 - Cuneo Granda     | 2-3 | 20-25, 25-17, 25-19, 22-25, 14-16 |
| 29-10           | UYBA - AGIL                     | 0-3 | 18-25, 17-25, 21-25               |
| 29-10           | Megavolley - Pinerolo           | 0-3 | 22-25, 18-25, 17-25               |
| 29-10           | Trentino - Firenze              | 1-3 | 18-25, 13-25, 25-17, 21-25        |

| Femte omgången |                                   |     |                                   |
|                |                                   |     |                                   |
| 01-11          | Savino Del Bene - Imoco           | 1-3 | 24-26, 25-27, 25-23, 20-25        |
| 01-11          | AGIL - Trentino                   | 3-0 | 25-23, 25-19, 25-20               |
| 01-11          | Casalmaggiore - Cuneo Granda      | 0-3 | 24-26, 16-25, 19-25               |
| 01-11          | Bergamo 1991 - Pro Victoria Monza | 1-3 | 23-25, 22-25, 25-20, 18-25        |
| 01-11          | Megavolley - Chieri '76           | 1-3 | 22-25, 25-18, 22-25, 23-25        |
| 01-11          | Firenze - Roma Club               | 3-2 | 25-22, 25-27, 25-23, 22-25, 15-12 |
| 01-11          | Pinerolo - UYBA                   | 3-1 | 23-25, 25-17, 25-21, 25-19        |

| Sjätte omgången |                            |     |                            |
|                 |                            |     |                            |
| 05-11           | Pro Victoria Monza - Imoco | 1-3 | 25-23, 18-25, 20-25, 15-25 |
| 04-11           | Chieri '76 - Pinerolo      | 3-0 | 25-20, 25-15, 25-21        |
| 05-11           | UYBA - Megavolley          | 3-0 | 25-18, 26-24, 25-17        |
| 05-11           | Firenze - Casalmaggiore    | 0-3 | 11-25, 21-25, 20-25        |
| 05-11           | Cuneo Granda - AGIL        | 0-3 | 18-25, 14-25, 22-25        |
| 04-11           | Roma Club - Bergamo 1991   | 3-0 | 25-21, 25-21, 25-22        |
| 04-11           | Trentino - Savino Del Bene | 0-3 | 16-25, 16-25, 18-25        |

| Sjunde omgången |                              |     |                                   |
|                 |                              |     |                                   |
| 12-11           | Imoco - Firenze              | 3-0 | 25-15, 25-21, 25-17               |
| 12-11           | Savino Del Bene - Megavolley | 3-0 | 25-23, 25-14, 25-21               |
| 12-11           | AGIL - Pro Victoria Monza    | 1-3 | 16-25, 25-23, 23-25, 21-25        |
| 12-11           | Casalmaggiore - UYBA         | 1-3 | 20-25, 16-25, 25-17, 24-26        |
| 11-11           | Bergamo 1991 - Chieri '76    | 2-3 | 25-23, 23-25, 25-18, 15-25, 11-15 |
| 12-11           | Pinerolo - Roma Club         | 3-0 | 25-23, 25-21, 25-20               |
| 11-11           | Trentino - Cuneo Granda      | 3-2 | 25-22, 23-25, 28-26, 23-25, 15-13 |

| Åttonde omgången |                                |     |                                   |
|                  |                                |     |                                   |
| 19-11            | Pro Victoria Monza - Pinerolo  | 3-0 | 25-16, 25-19, 25-17               |
| 18-11            | Chieri '76 - Trentino          | 3-1 | 25-19, 22-25, 25-20, 25-17        |
| 18-11            | Casalmaggiore - Roma Club      | 2-3 | 25-22, 22-25, 26-28, 25-21, 13-15 |
| 19-11            | Bergamo 1991 - Imoco           | 0-3 | 15-25, 22-25, 17-25               |
| 19-11            | Megavolley - AGIL              | 0-3 | 27-29, 23-25, 23-25               |
| 19-11            | Firenze - UYBA                 | 3-0 | 25-17, 25-22, 25-22               |
| 19-11            | Cuneo Granda - Savino Del Bene | 1-3 | 11-25, 19-25, 25-18, 20-25        |

| Nionde omgången |                                |     |                                   |
|                 |                                |     |                                   |
| 26-11           | Imoco - Casalmaggiore          | 3-0 | 27-25, 25-23, 25-17               |
| 26-11           | Savino Del Bene - Chieri '76   | 3-2 | 25-17, 20-25, 26-28, 25-21, 15-11 |
| 25-11           | AGIL - Firenze                 | 3-1 | 25-16, 44-42, 23-25, 25-22        |
| 26-11           | UYBA - Cuneo Granda            | 2-3 | 25-20, 22-25, 22-25, 27-25, 12-15 |
| 26-11           | Pinerolo - Bergamo 1991        | 3-2 | 22-25, 26-24, 19-25, 26-24, 15-10 |
| 26-11           | Roma Club - Pro Victoria Monza | 0-3 | 21-25, 18-25, 22-25               |
| 25-11           | Trentino - Megavolley          | 0-3 | 24-26, 18-25, 14-25               |

| Tionde omgången |                                    |     |                                  |
|                 |                                    |     |                                  |
| 03-12           | Pro Victoria Monza - Casalmaggiore | 3-2 | 24-26, 27-25, 25-18, 23-25, 15-2 |
| 03-12           | Chieri '76 - UYBA                  | 3-0 | 25-16, 25-23, 25-21              |
| 03-12           | AGIL - Imoco                       | 1-3 | 19-25, 14-25, 25-23, 18-25       |
| 03-12           | Bergamo 1991 - Trentino            | 3-0 | 28-26, 25-16, 25-16              |
| 03-12           | Megavolley - Firenze               | 3-1 | 21-25, 25-18, 25-15, 25-22       |
| 02-12           | Pinerolo - Savino Del Bene         | 0-3 | 19-25, 29-31, 19-25              |
| 03-12           | Roma Club - Cuneo Granda           | 3-1 | 18-25, 25-15, 25-17, 26-24       |

| Elfte omgången |                                   |     |                                   |
|                |                                   |     |                                   |
| 10-12          | Imoco - Megavolley                | 3-0 | 25-18, 25-20, 25-17               |
| 11-12          | Savino Del Bene - AGIL            | 3-1 | 25-11, 28-26, 21-25, 25-21        |
| 09-12          | Casalmaggiore - Pinerolo          | 0-3 | 18-25, 23-25, 21-25               |
| 09-12          | UYBA - Bergamo 1991               | 3-1 | 25-27, 25-15, 26-24, 25-22        |
| 10-12          | Firenze - Chieri '76              | 3-2 | 28-26, 25-23, 21-25, 17-25, 15-11 |
| 10-12          | Cuneo Granda - Pro Victoria Monza | 0-3 | 18-25, 15-25, 14-25               |
| 10-12          | Trentino - Roma Club              | 0-3 | 22-25, 20-25, 14-25               |

| Tolfte omgången |                              |     |                               |
|                 |                              |     |                               |
| 17-12           | Chieri '76 - Cuneo Granda    | 3-1 | 25-18 25-19 17-25 26-24       |
| 16-12           | Bergamo 1991 - AGIL          | 0-3 | 23-25 15-25 20-25             |
| 17-12           | UYBA - Trentino              | 3-0 | 25-23 25-14 25-19             |
| 16-12           | Megavolley - Casalmaggiore   | 3-0 | 25-15 25-22 25-21             |
| 17-12           | Firenze - Pro Victoria Monza | 0-3 | 19-25 22-25 20-25             |
| 17-12           | Pinerolo - Imoco             | 2-3 | 21-25 26-24 14-25 25-23 13-15 |
| 16-12           | Roma Club - Savino Del Bene  | 2-3 | 16-25 14-25 26-24 25-21 7-15  |

| Trettonde omgången |                                 |     |                                   |
|                    |                                 |     |                                   |
| 23-12              | Imoco - UYBA                    | 3-0 | 25-20, 25-15, 25-18               |
| 23-12              | Savino Del Bene - Bergamo 1991  | 3-0 | 25-11, 25-21, 25-14               |
| 23-12              | Pro Victoria Monza - Megavolley | 3-0 | 25-20, 25-13, 25-10               |
| 23-12              | AGIL - Roma Club                | 3-0 | 25-10, 33-31, 25-14               |
| 23-12              | Casalmaggiore - Chieri '76      | 1-3 | 17-25, 20-25, 25-23, 16-25        |
| 23-12              | Cuneo Granda - Firenze          | 2-3 | 25-21, 25-17, 19-25, 20-25, 9-15  |
| 22-12              | Trentino - Pinerolo             | 2-3 | 25-17, 17-25, 24-26, 26-24, 20-22 |

| Fjortonde omgången |                              |     |                                   |
|                    |                              |     |                                   |
| 26-12              | Trentino - Imoco             | 0-3 | 19-25, 18-25, 21-25               |
| 26-12              | Firenze - Savino Del Bene    | 0-3 | 17-25, 19-25, 18-25               |
| 26-12              | UYBA - Pro Victoria Monza    | 1-3 | 28-30, 25-17, 15-25, 17-25        |
| 26-12              | AGIL - Chieri '76            | 3-1 | 25-19, 26-24, 23-25, 25-18        |
| 26-12              | Bergamo 1991 - Casalmaggiore | 3-1 | 25-23, 25-19, 19-25, 25-18        |
| 26-12              | Roma Club - Megavolley       | 2-3 | 35-37, 18-25, 25-16, 25-17, 4-15  |
| 26-12              | Cuneo Granda - Pinerolo      | 3-2 | 20-25, 25-13, 23-25, 25-22, 17-15 |

| Femtonde omgången |                               |     |                            |
|                   |                               |     |                            |
| 17-02             | Casalmaggiore - AGIL          | 3-1 | 22-25, 25-23, 25-19, 26-24 |
| 06-01             | Megavolley - Bergamo 1991     | 3-1 | 25-20, 22-25, 25-18, 25-13 |
| 06-01             | Savino Del Bene - UYBA        | 3-1 | 25-22, 18-25, 25-15, 25-11 |
| 07-01             | Pinerolo - Firenze            | 1-3 | 22-25, 18-25, 26-24, 20-25 |
| 07-01             | Imoco - Cuneo Granda          | 3-0 | 25-22, 25-21, 25-19        |
| 06-01             | Chieri '76 - Roma Club        | 3-0 | 25-21, 25-18, 25-16        |
| 07-01             | Pro Victoria Monza - Trentino | 3-0 | 25-13, 25-23, 25-22        |

| Sextonde omgången |                                      |     |                                   |
|                   |                                      |     |                                   |
| 13-01             | Savino Del Bene - Pro Victoria Monza | 0-3 | 20-25, 21-25, 15-25               |
| 14-01             | Bergamo 1991 - Firenze               | 2-3 | 25-22, 29-27, 11-25, 19-25, 16-18 |
| 13-01             | Trentino - Casalmaggiore             | 2-3 | 28-26, 26-24, 18-25, 19-25, 15-17 |
| 14-01             | Imoco - Chieri '76                   | 3-2 | 26-28, 25-19, 21-25, 30-28, 15-9  |
| 14-01             | Megavolley - Cuneo Granda            | 3-1 | 25-17, 25-20, 16-25, 25-21        |
| 14-01             | AGIL - Pinerolo                      | 3-1 | 26-24, 23-25, 25-22, 25-14        |
| 14-01             | UYBA - Roma Club                     | 3-0 | 25-23, 25-16, 25-23               |

| Sjuttonde omgången |                                 |     |                                   |
|                    |                                 |     |                                   |
| 21-01              | Roma Club - Imoco               | 2-3 | 25-21, 23-25, 26-24, 18-25, 4-15  |
| 21-01              | Casalmaggiore - Savino Del Bene | 0-3 | 22-25, 20-25, 17-25               |
| 21-01              | Chieri '76 - Pro Victoria Monza | 2-3 | 25-21, 23-25, 23-25, 27-25, 13-15 |
| 21-01              | Cuneo Granda - Bergamo 1991     | 1-3 | 22-25, 25-15, 23-25, 27-29        |
| 21-01              | AGIL - UYBA                     | 3-1 | 25-12, 25-15, 24-26, 25-10        |
| 20-01              | Pinerolo - Megavolley           | 3-1 | 27-25, 21-25, 25-19, 32-30        |
| 21-01              | Firenze - Trentino              | 3-0 | 25-19, 25-23, 25-15               |

| Artonde omgången |                                   |     |                                  |
|                  |                                   |     |                                  |
| 27-01            | Imoco - Savino Del Bene           | 3-0 | 25-15, 25-21, 25-17              |
| 28-01            | Trentino - AGIL                   | 1-3 | 12-25, 25-21, 21-25, 22-25       |
| 28-01            | Cuneo Granda - Casalmaggiore      | 1-3 | 21-25, 22-25, 25-20, 20-25       |
| 28-01            | Pro Victoria Monza - Bergamo 1991 | 3-1 | 25-19, 23-25, 25-20, 25-19       |
| 28-01            | Chieri '76 - Megavolley           | 3-0 | 25-20, 25-19, 25-17              |
| 28-01            | Roma Club - Firenze               | 3-1 | 25-19, 20-25, 25-23, 25-18       |
| 28-01            | UYBA - Pinerolo                   | 2-3 | 25-15, 25-22, 22-25, 27-29, 6-15 |

| Nittonde omgången |                            |     |                            |
|                   |                            |     |                            |
| 04-02             | Imoco - Pro Victoria Monza | 3-0 | 25-23, 25-18, 25-18        |
| 04-02             | Pinerolo - Chieri '76      | 3-1 | 25-21, 29-27, 20-25, 25-20 |
| 03-02             | Megavolley - UYBA          | 3-0 | 25-17, 25-21, 25-21        |
| 03-02             | Casalmaggiore - Firenze    | 3-0 | 25-21, 34-32, 25-18        |
| 04-02             | AGIL - Cuneo Granda        | 3-1 | 25-10, 25-17, 18-25, 25-17 |
| 04-02             | Bergamo 1991 - Roma Club   | 1-3 | 20-25, 25-17, 19-25, 21-25 |
| 04-02             | Savino Del Bene - Trentino | 3-0 | 25-18, 25-13, 25-17        |

| Tjugonde omgången |                              |     |                                   |
|                   |                              |     |                                   |
| 11-02             | Firenze - Imoco              | 1-3 | 19-25, 25-22, 18-25, 22-25        |
| 10-02             | Megavolley - Savino Del Bene | 2-3 | 25-22, 25-21, 21-25, 17-25, 10-15 |
| 10-02             | Pro Victoria Monza - AGIL    | 2-3 | 27-29, 25-19, 19-25, 25-22, 12-15 |
| 11-02             | UYBA - Casalmaggiore         | 1-3 | 19-25, 25-21, 20-25, 22-25        |
| 11-02             | Chieri '76 - Bergamo 1991    | 3-0 | 25-20, 29-27, 25-22               |
| 11-02             | Roma Club - Pinerolo         | 3-2 | 25-23, 19-25, 19-25, 25-21, 15-9  |
| 11-02             | Cuneo Granda - Trentino      | 1-3 | 20-25, 18-25, 25-15, 19-25        |

| Tjugoförsta omgången |                                |     |                                   |
|                      |                                |     |                                   |
| 25-02                | Pinerolo - Pro Victoria Monza  | 2-3 | 25-23, 18-25, 25-22, 19-25, 10-15 |
| 25-02                | Trentino - Chieri '76          | 1-3 | 27-29, 25-21, 20-25, 14-25        |
| 24-02                | Roma Club - Casalmaggiore      | 3-1 | 17-25, 25-23, 25-17, 25-22        |
| 25-02                | Imoco - Bergamo 1991           | 3-0 | 25-17, 25-14, 25-21               |
| 24-02                | AGIL - Megavolley              | 3-1 | 21-25, 25-20, 25-15, 25-13        |
| 25-02                | UYBA - Firenze                 | 3-1 | 25-16, 25-20, 20-25, 25-18        |
| 24-02                | Savino Del Bene - Cuneo Granda | 3-0 | 25-14, 25-15, 25-14               |

| Tjugoandra omgången |                                |     |                                   |
|                     |                                |     |                                   |
| 02-03               | Casalmaggiore - Imoco          | 1-3 | 25-17, 15-25, 16-25, 19-25        |
| 03-03               | Chieri '76 - Savino Del Bene   | 1-3 | 22-25, 19-25, 25-22, 22-25        |
| 03-03               | Firenze - AGIL                 | 1-3 | 16-25, 25-19, 20-25, 20-25        |
| 03-03               | Cuneo Granda - UYBA            | 3-1 | 25-11, 20-25, 25-19, 25-18        |
| 02-03               | Bergamo 1991 - Pinerolo        | 1-3 | 20-25, 25-11, 18-25, 24-26        |
| 03-03               | Pro Victoria Monza - Roma Club | 3-2 | 23-25, 25-19, 18-25, 25-21, 18-16 |
| 03-03               | Megavolley - Trentino          | 3-0 | 25-21, 25-23, 25-15               |

| Tjugotredje omgången |                                    |     |                                   |
|                      |                                    |     |                                   |
| 06-03                | Casalmaggiore - Pro Victoria Monza | 3-2 | 25-18, 17-25, 25-21, 23-25, 15-13 |
| 06-03                | UYBA - Chieri '76                  | 0-3 | 19-25, 23-25, 20-25               |
| 06-03                | Imoco - AGIL                       | 3-0 | 25-14, 27-25, 25-17               |
| 20-03                | Trentino - Bergamo 1991            | 1-3 | 25-22, 20-25, 27-29, 19-25        |
| 06-03                | Firenze - Megavolley               | 0-3 | 15-25, 28-30, 24-26               |
| 06-03                | Savino Del Bene - Pinerolo         | 3-0 | 25-19, 25-16, 25-13               |
| 06-03                | Cuneo Granda - Roma Club           | 3-2 | 25-21, 27-25, 23-25, 18-25, 18-16 |

| Tjugofjärde omgången |                                   |     |                                   |
|                      |                                   |     |                                   |
| 09-03                | Megavolley - Imoco                | 1-3 | 25-22, 17-25, 22-25, 13-25        |
| 10-03                | AGIL - Savino Del Bene            | 0-3 | 22-25, 21-25, 14-25               |
| 10-03                | Pinerolo - Casalmaggiore          | 1-3 | 15-25, 25-15, 14-25, 19-25        |
| 10-03                | Bergamo 1991 - UYBA               | 1-3 | 25-18, 20-25, 18-25, 17-25        |
| 09-03                | Chieri '76 - Firenze              | 0-3 | 20-25, 23-25, 19-25               |
| 09-03                | Pro Victoria Monza - Cuneo Granda | 3-0 | 25-19, 25-23, 25-20               |
| 10-03                | Roma Club - Trentino              | 3-2 | 25-18, 25-20, 19-25, 20-25, 15-10 |

| Tjugofemte omgången |                              |     |                            |
|                     |                              |     |                            |
| 17-03               | Cuneo Granda - Chieri '76    | 0-3 | 21-25, 18-25, 19-25        |
| 17-03               | AGIL - Bergamo 1991          | 3-0 | 25-22, 25-17, 25-14        |
| 16-03               | Trentino - UYBA              | 3-1 | 25-23, 18-25, 25-18, 25-21 |
| 16-03               | Casalmaggiore - Megavolley   | 3-1 | 21-25, 25-19, 25-12, 25-16 |
| 16-03               | Pro Victoria Monza - Firenze | 3-1 | 25-19, 20-25, 25-17, 25-21 |
| 16-03               | Imoco - Pinerolo             | 3-0 | 25-19, 25-18, 25-21        |
| 17-03               | Savino Del Bene - Roma Club  | 3-0 | 25-18, 25-17, 25-20        |

| Tjugosjätte omgången |                                 |     |                                  |
|                      |                                 |     |                                  |
| 24-03                | UYBA - Imoco                    | 1-3 | 25-22, 20-25, 20-25, 19-25       |
| 24-03                | Bergamo 1991 - Savino Del Bene  | 2-3 | 25-21, 25-22, 19-25, 17-25, 9-15 |
| 24-03                | Megavolley - Pro Victoria Monza | 3-0 | 27-25, 25-19, 25-22              |
| 24-03                | Roma Club - AGIL                | 3-1 | 25-21, 19-25, 25-23, 25-12       |
| 24-03                | Chieri '76 - Casalmaggiore      | 3-0 | 25-18, 25-15, 25-21              |
| 24-03                | Firenze - Cuneo Granda          | 3-1 | 24-26, 25-22, 25-20, 25-21       |
| 24-03                | Pinerolo - Trentino             | 3-0 | 25-14, 26-24, 25-19              |

#### Sluttabell
| Pos. | Lag                                          | Pt | G  | V  | F  | VS | FS | Kvot  | VP    | FP    | Kvot  |
| ---- | -------------------------------------------- | -- | -- | -- | -- | -- | -- | ----- | ----- | ----- | ----- |
| 1.   | Imoco Volley                                 | 75 | 26 | 26 | 0  | 78 | 14 | 5,571 | 2 243 | 1 792 | 1,251 |
| 2.   | Pallavolo Scandicci Savino Del Bene          | 63 | 26 | 22 | 4  | 69 | 26 | 2,653 | 2 230 | 1 876 | 1,188 |
| 3.   | Unione Sportiva Pro Victoria Pallavolo Monza | 60 | 26 | 21 | 5  | 68 | 31 | 2,193 | 2 303 | 2 024 | 1,137 |
| 4.   | AGIL Volley                                  | 56 | 26 | 19 | 7  | 62 | 33 | 1,878 | 2 248 | 2 042 | 1,100 |
| 5.   | Chieri '76 Volleyball                        | 48 | 26 | 15 | 11 | 57 | 40 | 1,425 | 2 245 | 2 116 | 1,060 |
| 6.   | Pallavolo Pinerolo                           | 37 | 26 | 12 | 14 | 50 | 54 | 0,925 | 2 239 | 2 335 | 0,958 |
| 7.   | Megavolley                                   | 37 | 26 | 12 | 14 | 45 | 49 | 0,918 | 2 046 | 2 131 | 0,960 |
| 8.   | Roma Volley Club                             | 37 | 26 | 12 | 14 | 48 | 57 | 0,842 | 2 229 | 2 326 | 0,958 |
| 9.   | Volleyball Casalmaggiore                     | 31 | 26 | 10 | 16 | 43 | 57 | 0,754 | 2 180 | 2 239 | 0,973 |
| 10.  | Azzurra Volley Firenze                       | 30 | 26 | 11 | 15 | 42 | 56 | 0,750 | 2 138 | 2 258 | 0,946 |
| 11.  | UYBA Volley                                  | 24 | 26 | 7  | 19 | 36 | 61 | 0,590 | 2 040 | 2 221 | 0,918 |
| 12.  | Volley Bergamo 1991                          | 19 | 26 | 5  | 21 | 33 | 68 | 0,485 | 2 120 | 2 338 | 0,906 |
| 13.  | Cuneo Granda Volley                          | 18 | 26 | 7  | 19 | 35 | 68 | 0,514 | 2 132 | 2 333 | 0,913 |
| 14.  | Trentino Volley                              | 11 | 26 | 3  | 23 | 21 | 73 | 0,287 | 1 892 | 2 254 | 0,839 |

      Kvalificerade för slutspel.
      Nerflyttade till Serie A2.

### Slutspel

#### Spelschema
|  | Kvartsfinaler | Kvartsfinaler                                | Kvartsfinaler | Kvartsfinaler                                | Kvartsfinaler |   |                                     | Semifinaler  | Semifinaler | Semifinaler | Semifinaler | Semifinaler |  |  | Final | Final | Final | Final | Final | Final | Final |  |
|  |               |                                              |               |                                              |               |   |                                     |              |             |             |             |             |  |  |       |       |       |       |       |       |       |  |
|  | 1             | Imoco Volley                                 | 3             | 3                                            |               |   |                                     |              |             |             |             |             |  |  |       |       |       |       |       |       |       |  |
|  | 1             | Imoco Volley                                 | 3             | 3                                            |               |   |                                     |              |             |             |             |             |  |  |       |       |       |       |       |       |       |  |
|  | 8             | Roma Volley Club                             | 0             | 0                                            |               |   |                                     |              |             |             |             |             |  |  |       |       |       |       |       |       |       |  |
|  | 8             | Roma Volley Club                             | 0             | 0                                            |               | 1 | Imoco Volley                        | 3            | 2           | 3           |             |             |  |  |       |       |       |       |       |       |       |  |
|  |               |                                              |               |                                              |               | 1 | Imoco Volley                        | 3            | 2           | 3           |             |             |  |  |       |       |       |       |       |       |       |  |
|  |               |                                              | 4             | AGIL Volley                                  | 0             | 3 | 0                                   |              |             |             |             |             |  |  |       |       |       |       |       |       |       |  |
|  | 4             | AGIL Volley                                  | 4             | AGIL Volley                                  | 0             | 3 | 0                                   | 2            | 3           | 3           |             |             |  |  |       |       |       |       |       |       |       |  |
|  | 4             | AGIL Volley                                  |               |                                              |               |   |                                     |              |             | 3           |             |             |  |  |       |       |       |       |       |       |       |  |
|  | 5             | Chieri '76 Volleyball                        | 3             | 0                                            | 1             |   |                                     |              |             |             |             |             |  |  |       |       |       |       |       |       |       |  |
|  | 5             | Chieri '76 Volleyball                        | 3             | 0                                            | 1             |   | 1                                   | Imoco Volley | 2           | 3           | 3           | 3           |  |  |       |       |       |       |       |       |       |  |
|  |               |                                              |               |                                              |               |   |                                     |              |             |             |             |             |  |  |       |       |       |       |       |       |       |  |
|  |               |                                              | 2             | Pallavolo Scandicci Savino Del Bene          | 3             | 2 | 1                                   | 1            |             |             |             |             |  |  |       |       |       |       |       |       |       |  |
|  | 2             | Pallavolo Scandicci Savino Del Bene          | 2             | Pallavolo Scandicci Savino Del Bene          | 3             | 2 | 1                                   | 1            | 3           | 3           |             |             |  |  |       |       |       |       |       |       |       |  |
|  | 2             | Pallavolo Scandicci Savino Del Bene          |               |                                              |               |   |                                     |              |             |             |             |             |  |  |       |       |       |       |       |       |       |  |
|  | 7             | Megavolley                                   | 1             | 0                                            |               |   |                                     |              |             |             |             |             |  |  |       |       |       |       |       |       |       |  |
|  | 7             | Megavolley                                   | 1             | 0                                            |               | 2 | Pallavolo Scandicci Savino Del Bene | 3            | 3           |             |             |             |  |  |       |       |       |       |       |       |       |  |
|  |               |                                              |               |                                              |               | 2 | Pallavolo Scandicci Savino Del Bene | 3            | 3           |             |             |             |  |  |       |       |       |       |       |       |       |  |
|  |               |                                              | 3             | Unione Sportiva Pro Victoria Pallavolo Monza | 0             | 0 |                                     |              |             |             |             |             |  |  |       |       |       |       |       |       |       |  |
|  | 3             | Unione Sportiva Pro Victoria Pallavolo Monza | 3             | Unione Sportiva Pro Victoria Pallavolo Monza | 0             | 0 | 3                                   | 3            |             |             |             |             |  |  |       |       |       |       |       |       |       |  |
|  | 3             | Unione Sportiva Pro Victoria Pallavolo Monza |               |                                              |               |   |                                     |              |             |             |             |             |  |  |       |       |       |       |       |       |       |  |
|  | 6             | Pallavolo Pinerolo                           | 2             | 1                                            |               |   |                                     |              |             |             |             |             |  |  |       |       |       |       |       |       |       |  |

#### Resultat

##### Kvartsfinaler
| Match 1 |                               |     |                                   |
|         |                               |     |                                   |
| 27-03   | Imoco - Roma Club             | 3-0 | 25-21, 25-18, 25-18               |
| 27-03   | AGIL - Chieri '76             | 2-3 | 18-25, 25-17, 26-28, 25-19, 8-15  |
| 27-03   | Savino Del Bene - Megavolley  | 3-1 | 25-16, 25-17, 21-25, 25-23        |
| 27-03   | Pro Victoria Monza - Pinerolo | 3-2 | 25-20, 23-25, 23-25, 25-21, 15-13 |

| Match 2 |                               |     |                            |
|         |                               |     |                            |
| 31-03   | Roma Club - Imoco             | 0-3 | 17-25, 13-25, 21-25        |
| 30-03   | Chieri '76 - AGIL             | 0-3 | 22-25, 30-32, 21-25        |
| 30-03   | Megavolley - Savino Del Bene  | 0-3 | 18-25, 24-26, 17-25        |
| 31-03   | Pinerolo - Pro Victoria Monza | 1-3 | 13-25, 25-22, 16-25, 21-25 |

| Match 3 |                   |     |                            |
|         |                   |     |                            |
| 03-04   | AGIL - Chieri '76 | 3-1 | 22-25, 25-21, 25-22, 25-23 |

##### Semifinaler
| Match 1 |                                      |     |                     |
|         |                                      |     |                     |
| 07-04   | Imoco - AGIL                         | 3-0 | 25-19, 25-12, 25-20 |
| 06-04   | Savino Del Bene - Pro Victoria Monza | 3-0 | 25-23, 25-22, 25-22 |

| Match 2 |                                      |     |                                   |
|         |                                      |     |                                   |
| 10-04   | AGIL - Imoco                         | 3-2 | 25-17, 25-23, 17-25, 14-25, 15-12 |
| 10-04   | Pro Victoria Monza - Savino Del Bene | 0-3 | 22-25, 22-25, 21-25               |

| Match 3 |              |     |                     |
|         |              |     |                     |
| 13-04   | Imoco - AGIL | 3-0 | 25-19, 25-22, 25-20 |

##### Final
| Match 1 |                         |     |                                   |
|         |                         |     |                                   |
| 17-04   | Imoco - Savino Del Bene | 2-3 | 22-25, 25-16, 22-25, 26-24, 15-17 |

| Match 2 |                         |     |                                   |
|         |                         |     |                                   |
| 20-04   | Savino Del Bene - Imoco | 2-3 | 25-23, 21-25, 25-19, 23-25, 11-15 |

| Match 3 |                         |     |                            |
|         |                         |     |                            |
| 24-04   | Imoco - Savino Del Bene | 3-1 | 30-28, 23-25, 29-27, 25-22 |

| Match 4 |                         |     |                            |
|         |                         |     |                            |
| 27-04   | Savino Del Bene - Imoco | 1-3 | 25-23, 17-25, 17-25, 21-25 |

## Resultat för deltagande i andra turneringar
| Lag                                          | Turnering                      |
| -------------------------------------------- | ------------------------------ |
| Imoco Volley                                 | CEV Champions League 2024–2025 |
| Unione Sportiva Pro Victoria Pallavolo Monza | CEV Champions League 2024–2025 |
| Pallavolo Scandicci Savino Del Bene          | CEV Champions League 2024–2025 |
| AGIL Volley                                  | CEV Cup 2024–2025              |
| Chieri '76 Volleyball                        | CEV Challenge Cup 2024–2025    |
| Cuneo Granda Volley                          | Serie A2 2024-25               |
| Trentino Volley                              | Serie A2 2024-25               |

## Statistik
| Vunna poäng | Vunna poäng         | Vunna poäng | Vunna poäng                                  |
| Pos.        | Namn                | Poäng       | Lag                                          |
| ----------- | ------------------- | ----------- | -------------------------------------------- |
| 1           | Ekaterina Antropova | 700         | Pallavolo Scandicci Savino Del Bene          |
| 2           | Isabelle Haak       | 675         | Imoco Volley                                 |
| 3           | Paola Egonu         | 638         | Unione Sportiva Pro Victoria Pallavolo Monza |
| 4           | Erblira Bici        | 519         | Roma Volley Club                             |
| 5           | Vita Akimova        | 481         | AGIL Volley                                  |
| 6           | Malwina Smarzek     | 451         | Volleyball Casalmaggiore                     |
| 7           | Camilla Mingardi    | 431         | Megavolley                                   |
| 8           | Lina Alsmeier       | 398         | Azzurra Volley Firenze                       |
| 9           | Zhu Ting            | 386         | Pallavolo Scandicci Savino Del Bene          |
| 10          | Lorrayna da Silva   | 379         | Volley Bergamo 1991                          |

| Vunna attacker | Vunna attacker      | Vunna attacker | Vunna attacker                               |
| Pos.           | Namn                | Poäng          | Lag                                          |
| -------------- | ------------------- | -------------- | -------------------------------------------- |
| 1              | Isabelle Haak       | 628            | Imoco Volley                                 |
| 2              | Paola Egonu         | 586            | Unione Sportiva Pro Victoria Pallavolo Monza |
| 3              | Ekaterina Antropova | 583            | Pallavolo Scandicci Savino Del Bene          |
| 4              | Erblira Bici        | 474            | Roma Volley Club                             |
| 5              | Vita Akimova        | 437            | AGIL Volley                                  |
| 6              | Malwina Smarzek     | 397            | Volleyball Casalmaggiore                     |
| 7              | Camilla Mingardi    | 389            | Megavolley                                   |
| 8              | Zhu Ting            | 363            | Pallavolo Scandicci Savino Del Bene          |
| 9              | Lina Alsmeier       | 357            | Azzurra Volley Firenze                       |
| 10             | Avery Skinner       | 348            | Chieri '76 Volleyball                        |

| Vunna block | Vunna block           | Vunna block | Vunna block                                  |
| Pos.        | Namn                  | Poäng       | Lag                                          |
| ----------- | --------------------- | ----------- | -------------------------------------------- |
| 1           | Maja Aleksić          | 95          | Megavolley                                   |
| 2           | Božana Butigan        | 82          | Volley Bergamo 1991                          |
| 3           | Anna Gray             | 80          | Chieri '76 Volleyball                        |
| 4           | Katerina Zakchaiou    | 79          | Chieri '76 Volleyball                        |
| 4           | Ana Carolina da Silva | 79          | Pallavolo Scandicci Savino Del Bene          |
| 6           | Ekaterina Antropova   | 73          | Pallavolo Scandicci Savino Del Bene          |
| 7           | Paola Egonu           | 71          | Unione Sportiva Pro Victoria Pallavolo Monza |
| 8           | Amandha Sylves        | 70          | Cuneo Granda Volley                          |
| 9           | Linda Nwakalor        | 65          | Pallavolo Scandicci Savino Del Bene          |
| 9           | Anna Danesi           | 65          | AGIL Volley                                  |

| Serveess | Serveess                | Serveess | Serveess                                     |
| Pos.     | Namn                    | Poäng    | Lag                                          |
| -------- | ----------------------- | -------- | -------------------------------------------- |
| 1        | Ekaterina Antropova     | 94       | Pallavolo Scandicci Savino Del Bene          |
| 2        | Paola Egonu             | 62       | Unione Sportiva Pro Victoria Pallavolo Monza |
| 3        | Marina Lubian           | 52       | Imoco Volley                                 |
| 4        | Isabelle Haak           | 43       | Imoco Volley                                 |
| 5        | Adelina Budăi-Ungureanu | 33       | Pallavolo Pinerolo                           |
| 6        | Micha Hancock           | 32       | Volleyball Casalmaggiore                     |
| 7        | Vita Akimova            | 31       | AGIL Volley                                  |
| 7        | Jessica Rivero          | 31       | Roma Volley Club                             |
| 7        | Indre Sorokaite         | 31       | Pallavolo Pinerolo                           |
| 10       | Caterina Bosetti        | 29       | AGIL Volley                                  |